# Beaumont-du-Lac
Pour les articles homonymes, voir Beaumont.
Beaumont-du-Lac est une commune française située dans le département de la Haute-Vienne, en région Nouvelle-Aquitaine.

## Géographie

### Localisation
Beaumont-du-Lac a une superficie de 2 391 hectares avec 161 habitants qui ont pour gentilé, les Beaumontois.
La commune est limitrophe du département de la Creuse.

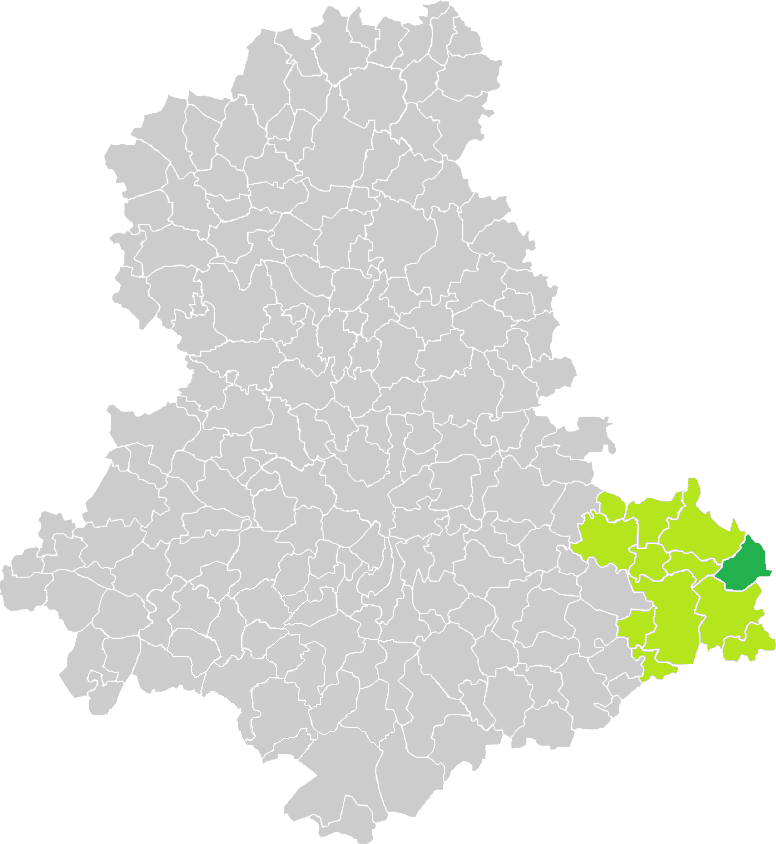
Situation de la commune de Beaumont-du-Lac en Haute-Vienne.

| Peyrat-le-Château    |                 | Royère-de-Vassivière (Creuse) |
| Saint-Amand-le-Petit | Beaumont-du-Lac | Faux-la-Montagne (Creuse)     |
|                      | Nedde           |                               |

### Géologie et relief
L'altitude du bourg est de 640 mètres, ce qui en fait le chef-lieu de commune le plus élevé du département. La commune culmine à 795 mètres au puy Lagarde, point culminant du département de la Haute-Vienne (qui n'est pas, contrairement à ce qui est régulièrement avancé, le puy de Crozat, avec ses 777 mètres, situé sur la commune voisine de Peyrat-le-Château). Sur place néanmoins, au lieu appelé Les Trois Croix, le boisement ne permet plus de distinguer le point culminant, la limite entre les deux communes (Beaumont/Faux) suivant pourtant un chemin. Une chose est évidente[non neutre] : le « sommet » du Puy Lagarde est en Creuse. De l'autre côté du chemin, en Haute-Vienne, on peut avoir une altitude d'environ 790[pas clair], qui serait « le point culminant » du département.

### Hydrographie
La Maulde sert de limite avec le département de la Creuse, sauf le secteur de Châteaucourt, en rive droite. Mais une grande partie de son cours amont est noyée par le barrage de Vassivière. On retrouvera son tracé d'origine dans le cadastre napoléonien, consultable sur le site des Archives départementales 87. La Maulde recevait en rive gauche les ruisseaux de Châteaucourt, et de Pierrefitte. Plus au sud, le ruisseau de Lauzat est lui aussi limitrophe, de la commune de Nedde, avec comme affluent le ruisseau de Champagnat. On a connu longtemps sur ces cours d'eau, un ensemble de moulins, dit : de Chassagne, du Maçon, de Maublanc, du Grand Patural, de Vassivière, de la Varliette, de la Vilatte, de Virolle.

### Climat
Le climat qui caractérise la commune est qualifié, en 2010, de « climat de montagne », selon la typologie des climats de la France qui compte alors huit grands types de climats en métropole. En 2020, la commune ressort du même type de climat dans la classification établie par Météo-France, qui ne compte désormais, en première approche, que cinq grands types de climats en métropole. Pour ce type de climat, la température décroît rapidement en fonction de l'altitude. On observe une nébulosité minimale en hiver et maximale en été. Les vents et les précipitations varient notablement selon le lieu.
Les paramètres climatiques qui ont permis d’établir la typologie de 2010 comportent six variables pour les températures et huit pour les précipitations, dont les valeurs correspondent à la normale 1971-2000. Les sept principales variables caractérisant la commune sont présentées dans l'encadré ci-après.
| Paramètres climatiques communaux sur la période 1971-2000 - Moyenne annuelle de température : 9,6 °C - Nombre de jours avec une température inférieure à −5 °C : 5,5 j - Nombre de jours avec une température supérieure à 30 °C : 2,7 j - Amplitude thermique annuelle : 14,7 °C - Cumuls annuels de précipitation : 1 375 mm - Nombre de jours de précipitation en janvier : 14,4 j - Nombre de jours de précipitation en juillet : 8,8 j |

Avec le changement climatique, ces variables ont évolué. Une étude réalisée en 2014 par la Direction générale de l'Énergie et du Climat complétée par des études régionales prévoit en effet que la  température moyenne devrait croître et la pluviométrie moyenne baisser, avec toutefois de fortes variations régionales. La station météorologique de Météo-France installée sur la commune et mise en service en 1992 permet de connaître en continu l'évolution des indicateurs météorologiques. Le tableau détaillé pour la période 1981-2010 est présenté ci-après.
| Mois                                  | jan.           | fév.           | mars           | avril         | mai           | juin          | jui.          | août          | sep.          | oct.          | nov.          | déc.           | année      |
| ------------------------------------- | -------------- | -------------- | -------------- | ------------- | ------------- | ------------- | ------------- | ------------- | ------------- | ------------- | ------------- | -------------- | ---------- |
| Température minimale moyenne (°C)     | 0              | −0,1           | 1,8            | 4             | 8             | 11,2          | 12,8          | 13            | 9,6           | 7,4           | 2,9           | 0,5            | 6          |
| Température moyenne (°C)              | 3              | 3,4            | 6,1            | 8,4           | 12,7          | 16            | 17,7          | 17,8          | 14,1          | 11,1          | 6             | 3,3            | 10         |
| Température maximale moyenne (°C)     | 6,1            | 7              | 10,4           | 12,9          | 17,4          | 20,9          | 22,5          | 22,7          | 18,5          | 14,7          | 9             | 6,2            | 14,1       |
| Record de froid (°C) date du record   | −10,7 30.01.05 | −13,7 12.02.12 | −15,6 01.03.05 | −4,3 04.04.96 | −0,2 05.05.19 | 4,1 11.06.98  | 6,1 17.07.00  | 5,5 28.08.98  | 0,1 29.09.95  | −4,5 26.10.03 | −9,7 22.11.98 | −11,6 29.12.96 | −15,6 2005 |
| Record de chaleur (°C) date du record | 17,7 09.01.98  | 23,2 27.02.19  | 24,5 14.03.12  | 27 14.04.15   | 29,3 28.05.17 | 37,1 27.06.19 | 37,6 23.07.19 | 36,8 12.08.03 | 32,5 15.09.19 | 28,3 12.10.01 | 23,1 08.11.15 | 18,8 14.12.21  | 37,6 2019  |
| Précipitations (mm)                   | 128,5          | 108,5          | 111,1          | 135           | 129,2         | 104,7         | 105,3         | 100,3         | 111,6         | 123,8         | 147,2         | 140,6          | 1 445,8    |

## Urbanisme

### Typologie
Au 1er janvier 2024, Beaumont-du-Lac est catégorisée commune rurale à habitat très dispersé, selon la nouvelle grille communale de densité à sept niveaux définie par l'Insee en 2022.
Elle est située hors unité urbaine et hors attraction des villes,.
La commune, bordée par un plan d’eau intérieur d’une superficie supérieure à 1 000 hectares, le lac de Vassivière, est également une commune littorale au sens de la loi du 3 janvier 1986, dite loi littoral. Des dispositions spécifiques d’urbanisme s’y appliquent dès lors afin de préserver les espaces naturels, les sites, les paysages et l’équilibre écologique du littoral, tel le principe d'inconstructibilité, en dehors des espaces urbanisés, sur la bande littorale des 100 mètres, ou plus si le plan local d’urbanisme le prévoit.

### Occupation des sols
L'occupation des sols de la commune, telle qu'elle ressort de la base de données européenne d’occupation biophysique des sols Corine Land Cover (CLC), est marquée par l'importance des forêts et milieux semi-naturels (63,3 % en 2018), en diminution par rapport à 1990 (65,8 %). La répartition détaillée en 2018 est la suivante : 
forêts (56,6 %), eaux continentales (13,4 %), prairies (12,9 %), zones agricoles hétérogènes (7,3 %), milieux à végétation arbustive et/ou herbacée (6,7 %), zones urbanisées (1,6 %), terres arables (1,4 %). L'évolution de l’occupation des sols de la commune et de ses infrastructures peut être observée sur les différentes représentations cartographiques du territoire : la carte de Cassini (XVIIIe siècle), la carte d'état-major (1820-1866) et les cartes ou photos aériennes de l'IGN pour la période actuelle (1950 à aujourd'hui).

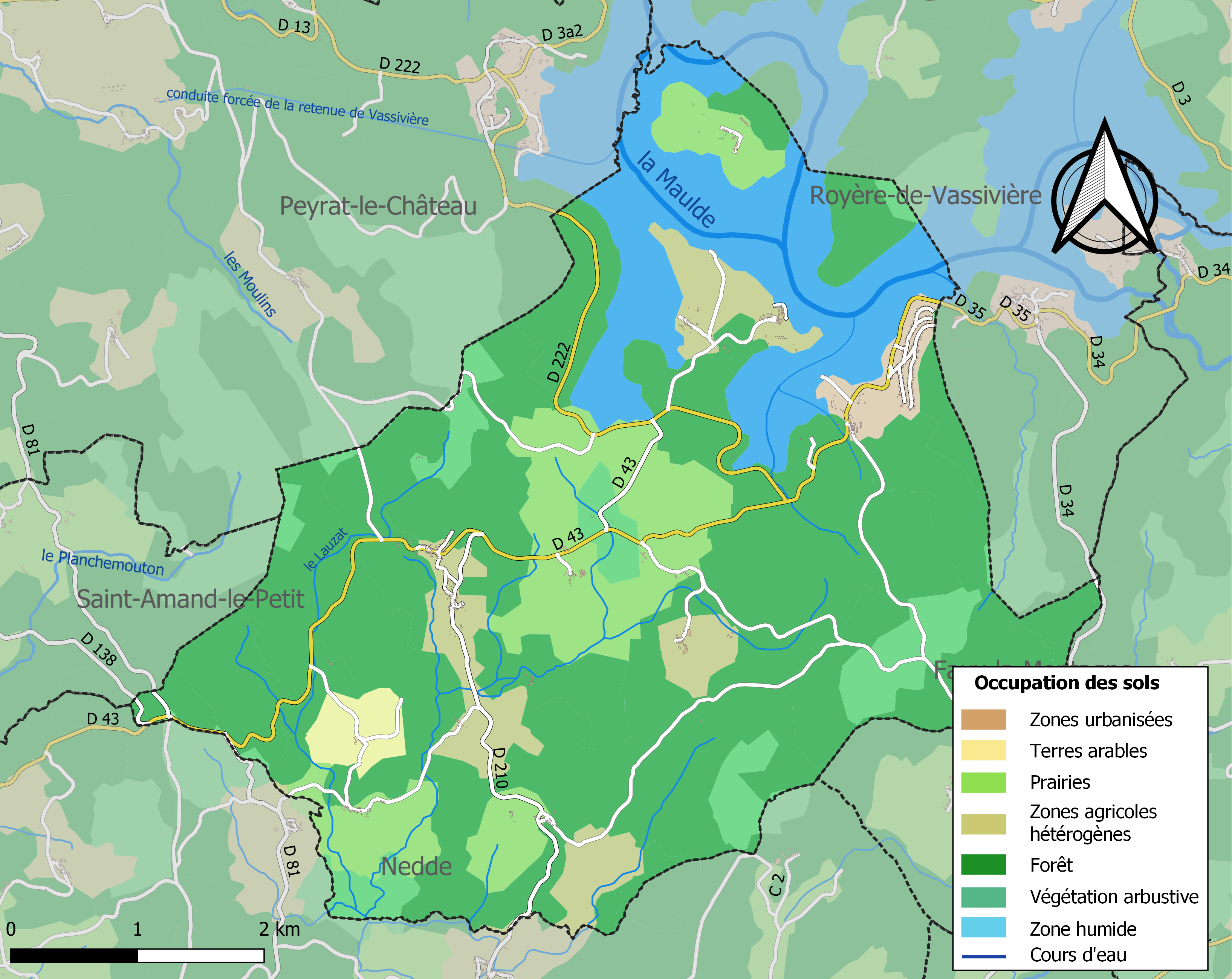
Carte des infrastructures et de l'occupation des sols de la commune en 2018 (CLC).

### Risques majeurs
Le territoire de la commune de Beaumont-du-Lac est vulnérable à différents aléas naturels : météorologiques (tempête, orage, neige, grand froid, canicule ou sécheresse) et séisme (sismicité très faible). Il est également exposé à un risque particulier : le risque de radon. Un site publié par le BRGM permet d'évaluer simplement et rapidement les risques d'un bien localisé soit par son adresse soit par le numéro de sa parcelle.

#### Risques naturels

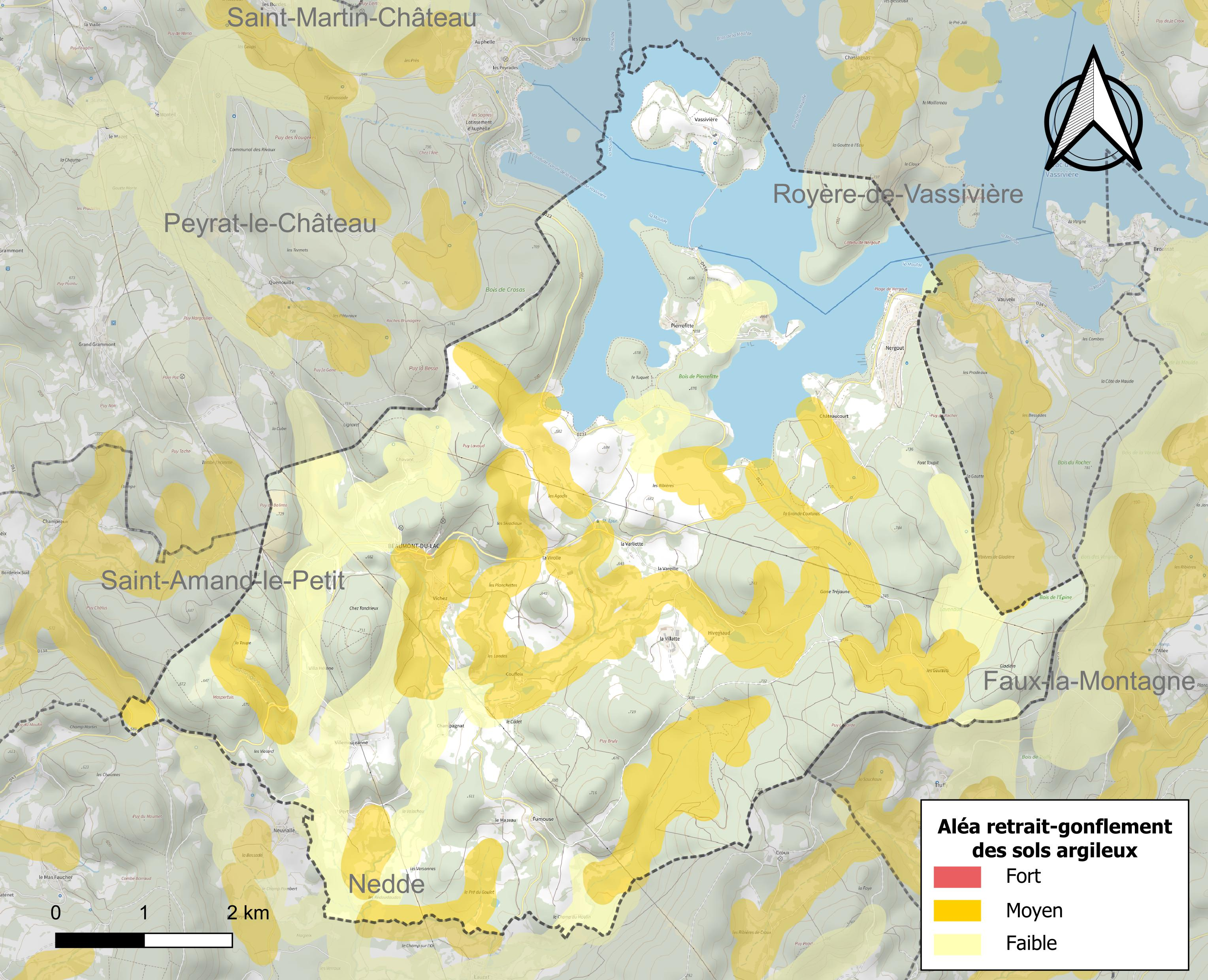
Carte des zones d'aléa retrait-gonflement des sols argileux de Beaumont-du-Lac.

Le retrait-gonflement des sols argileux est susceptible d'engendrer des dommages importants aux bâtiments en cas d’alternance de périodes de sécheresse et de pluie. 23 % de la superficie communale est en aléa moyen ou fort (27 % au niveau départemental et 48,5 % au niveau national métropolitain). Depuis le 1er octobre 2020, en application de la loi ÉLAN, différentes contraintes s'imposent aux vendeurs, maîtres d'ouvrages ou constructeurs de biens situés dans une zone classée en aléa moyen ou fort,.
La commune a été reconnue en état de catastrophe naturelle au titre des dommages causés par les inondations et coulées de boue survenues en 1982 et 1999 et par des mouvements de terrain en 1999.

#### Risque particulier
Dans plusieurs parties du territoire national, le radon, accumulé dans certains logements ou autres locaux, peut constituer une source significative d’exposition de la population aux rayonnements ionisants. Selon la classification de 2018, la commune de Beaumont-du-Lac est classée en zone 3, à savoir zone à potentiel radon significatif.

## Toponymie
Origine du nom : Beu mont (prononcer biau - moun (oc) = grand mont, de bellus mons en latin.
S'explique par le relief : nombreux monts,  il est intéressant de noter que sa partie occidentale appartient à l'ensemble dit des « Grand monts » (Petit et Grand Grammont, commune de Peyrat). On relèvera que ces noms ont exactement le même sens (Beau = grand en oc). On commence à les apercevoir lors de la descente sur Eymoutiers, chef-lieu de canton, 10 km au sud-ouest.

## Histoire
La paroisse semble avoir été créée peu avant l'an 1100, sous le vocable de saint Pierre. Ses terres avaient pour seigneur l'évêque de Limoges, comme Eymoutiers, dont le chapitre nommait les curés. Toutefois, la paroisse était dispensée du logement de l'évêque lors de ses tournées pastorales.
Mais le patron de la localité est saint Eutrope, qui était réputé guérir certaines infirmités, dont la boiterie. Une bonne fontaine lui était consacrée et recevait un pèlerinage le 1er mai.
La première église était donc de style roman, assez massive, car sans doute fortifiée. Elle figure sur la liste des biens du chapitre d'Eymoutiers (bulle papale de 1154). L'édifice d'aujourd'hui est une reconstruction  beaucoup plus tardive - datant de 1496 - qui a conservé probablement le style initial, tant elle a une allure romane, architecture pourtant bien antérieure.
La seigneurie de Beaumont était divisée en une quinzaine de ténements, approximativement les principaux villages et leurs environs, qui payaient la dîme au curé et les différentes redevances seigneuriales. Il existe à ce sujet un document précieux - un terrier - le plus ancien connu pour la commune (1425). Ce texte donne une foule de détails sur les relations entre la cure et les paroissiens, notamment les tarifs des sacrements.
Le suzerain de ces terres était le comte de Poitiers, et la province La Marche. Beaumont relevait pour la justice de la sénéchaussée de Montmorillon, pour l'administration de l'élection de Bourganeuf, et relevait également de la baronnie de Peyrat.
I Les registres paroissiaux(baptêmes, mariages, sépultures), pourtant assez peu diserts, offrent toute une série de données démographiques et sociales. Les plus anciens cahiers tenus par le curé remontent à 1649. On y relève ainsi, au XVIIe siècle que dans la paroisse vivaient des notables remarquables : un maître apothicaire, un chirurgien, un notaire et un huissier; ces diverses charges furent pendant deux siècles monopolisées par deux familles : les Dorliat et les Comte (des Ternes).
Avec la Révolution furent créées les communes, le premier maire de Beaumont ayant été Léonard Varliette, en 1793 (nommé). Au XIXe siècle, on trouve trois maires appartenant à la famille Benassy (1832, 1854, 1890). Le premier magistrat ne fut élu qu'à partir de 1881. C'est au milieu de ce même siècle que Beaumont connut son maximum de population : 803 en 1846. Le chef-lieu ne devint le lieu le plus habité qu'en 1911 (seulement 25 hab. en 1806), devancé nettement par les villages de Vichez et Châteaucourt, qui dépassaient alors 100 hab.
À cette même époque furent fondées les premières écoles : en 1877 (mixte), deux ans plus tard, les filles furent regroupées. En 1895, il y avait 117 élèves (62 garçons et 55 filles), dont un tiers désertaient l'école à partir du printemps.
Il y a eu longtemps cinq foires dans l'année, le deuxième lundi des mois de janvier, avril, mai, septembre et octobre.

## Politique et administration

### Liste des maires
| Période          | Période      | Identité              | Étiquette | Qualité |
| ---------------- | ------------ | --------------------- | --------- | ------- |
| 1832             | 1854         | Léonard Bénassy       |           |         |
| 1854             | 1881         | Louis Bénassy         |           |         |
| 1881             | 1912         | Clément Bénassy       |           |         |
| 1912             | octobre 1926 | Désiré Dubayle        |           |         |
| 26 novembre 1926 | mai 1935     | Charles Vialatou      |           |         |
| 19 mai 1935      | février 1944 | Pierre Aldolphe Ratat |           |         |
| 27 février 1944  | octobre 1944 | Jean Legresy          |           |         |
| 29 octobre 1944  | mai 1945     | André Laurent         |           |         |
| 18 mai 1945      | avril 1947   | André Laurent         |           |         |
| 22 avril 1947    | mai 1953     | Gustave Faure         |           |         |
| 9 mai 1953       | mars 1989    | André Lebraud         | SFIO-PS   |         |
| Mars 1989        | janvier 1990 | Georges Ruby          |           |         |
| 1 février 1990   | juin 1995    | Michel Faure          |           |         |
| juin 1995        | mai 1998     | Georges Peyratou      |           |         |
| 25 mai 1998      | 2001         | Jacqueline Lamour     |           |         |
| mars 2001        | mars 2008    | Jacqueline Lamour     |           |         |
| 22 mars 2008     | mars 2014    | Jacques Hanicot       |           |         |
| mars 2014        | octobre 2023 | Pierrick Pourchet     | LR        |         |
| 2023             | En cours     | Serge Rougier         |           |         |

## Population et société

### Démographie
L'évolution du nombre d'habitants est connue à travers les recensements de la population effectués dans la commune depuis 1793. Pour les communes de moins de 10 000 habitants, une enquête de recensement portant sur toute la population est réalisée tous les cinq ans, les populations de référence des années intermédiaires étant quant à elles estimées par interpolation ou extrapolation. Pour la commune, le premier recensement exhaustif entrant dans le cadre du nouveau dispositif a été réalisé en 2007.

En 2022, la commune comptait 136 habitants, en évolution de −8,72 % par rapport à 2016 (Haute-Vienne : −0,68 %, France hors Mayotte : +2,11 %).
| 1793 | 1800 | 1821 | 1831 | 1836 | 1841 | 1846 | 1851 | 1856 |
| ---- | ---- | ---- | ---- | ---- | ---- | ---- | ---- | ---- |
| 560  | 507  | 611  | 586  | 718  | 742  | 803  | 730  | 690  |

| 1861 | 1866 | 1872 | 1876 | 1881 | 1886 | 1891 | 1896 | 1901 |
| ---- | ---- | ---- | ---- | ---- | ---- | ---- | ---- | ---- |
| 694  | 690  | 650  | 676  | 636  | 645  | 663  | 650  | 670  |

| 1906 | 1911 | 1921 | 1926 | 1931 | 1936 | 1946 | 1954 | 1962 |
| ---- | ---- | ---- | ---- | ---- | ---- | ---- | ---- | ---- |
| 631  | 593  | 487  | 422  | 364  | 323  | 316  | 266  | 218  |

| 1968 | 1975 | 1982 | 1990 | 1999 | 2006 | 2007 | 2012 | 2017 |
| ---- | ---- | ---- | ---- | ---- | ---- | ---- | ---- | ---- |
| 179  | 156  | 149  | 129  | 132  | 155  | 158  | 161  | 143  |

| 2022 | - | - | - | - | - | - | - | - |
| ---- | - | - | - | - | - | - | - | - |
| 136  | - | - | - | - | - | - | - | - |

## Culture locale et patrimoine

### Lieux et monuments
- Le Centre international d'art et du paysage de Vassivière est situé sur l'île de Vassivière du lac de Vassivière à Beaumont-du-Lac labellisé « Architecture contemporaine remarquable »[27].
- Église Saint-Pierre de Beaumont-du-Lac de type fortifiée.

Elle est répertoriée à l'Inventaire général du patrimoine culturel.
- La fontaine Saint Eutrope.
- Le Château du Lac à Beaumont-du-Lac - 87120

### Héraldique
| Blason de Beaumont-du-Lac | Blason  | D'azur au mont d'or surmonté d'un soleil du même, à la champagne d'argent chargée d'une fougère de sinople posée en bande. |
| Blason de Beaumont-du-Lac | Détails | |